# 1144. grenadirski polk (Wehrmacht)
1144. grenadirski polk (izvirno nemško 1144. Grenadier-Regiment; kratica 1144. GR) je bil pehotni polk Heera v času druge svetovne vojne.

## Zgodovina
Polk je bil ustanovljen 4. avgusta 1944 s preimenovanjem 3. grenadirskega polka Vzhodna Prusija; dodeljen je bil 562. grenadirski diviziji.